# 12709 Berg op Zoom
A 12709 Berg op Zoom (ideiglenes jelöléssel 1990 VN4) a Naprendszer kisbolygóövében található aszteroida. Eric Walter Elst fedezte fel 1990. november 15-én.